# Bo Becker
Bo Becker, född 1971, är en svensk ekonom.

## Utbildning
Becker avlade ekonomexamen vid Handelshögskolan i Stockholm 1995 och erhöll titeln civilekonom. Han disputerade i finansiell ekonomi vid University of Chicago, Graduate School of Business, 2005 med avhandlingen Geographical Segmentation of US Capital Markets.

## Karriär
Becker var forskarassistent vid University of Illinois i Urbana-Champaign, USA, 2004-2009 och forskarassistent i företagsekonomi vid  Harvard Business School 2009-2013. Han blev docent 2013 och är professor i finansiell ekonomi, båda vid Handelshögskolan i Stockholm.